# Abies mariesii
Espèce
Statut de conservation UICN

 LC  : Préoccupation mineure
Abies mariesii, aussi appelé sapin Aomori, est une espèce de conifères de la famille des Pinaceae. Il se trouve à l'état naturel dans les montagnes au nord-est du Japon (dont la préfecture d'Aomori).
On en retrouve notamment sur le mont Zaō, où ils deviennent l'hiver des « monstres des neiges » appelés juhyō (樹氷, littéralement « arbres glacés ») une fois recouverts de glace soufflée par le vent, puis recouverts de neige.
Il a été nommé en l'honneur du botaniste anglais Charles Maries (en).